# 夏爾·布瓦耶
夏爾·布瓦耶（法語：Charles Boyer，1899年8月28日—1978年8月26日）是一位演員，出生於法國菲雅克。
布瓦耶於1937年上映的《征服》飾演拿破崙一世，隔年出演《海角遊魂》，他以這兩部作品連續兩年獲得奧斯卡最佳男主角獎提名。在第17屆奧斯卡金像獎上，布瓦耶與英格麗·褒曼以《煤氣燈下》（1944年）雙雙獲得男主角獎以及女主角獎提名，但最後僅褒曼獲獎。個人生活方面，布瓦耶的妻子是英國女演員派特·帕特森，她在1978年8月24日因癌症去世；兩天後布瓦耶服藥自盡。